# 新界區專線小巴608線
新界區專線小巴608線是由信威國際投資有限公司營辦的一條循環專線小巴線，由橫台山往來元朗阜財街，是該公司在錦田唯一營運的專線小巴路線。

## 歷史
- 1996年：投入服務。
- 2003年12月16日：配合九廣西鐵（現稱港鐵西鐵綫）通車，繞經錦上路站公共運輸交匯處。[3]
- 2014年10月25日：增設特別班次，於星期一至五繁忙時間往返橫台山及錦上路站。
- 2015年12月18日：發生香港史上最嚴重的小巴車禍，造成5死13傷，詳見下段。
- 2018年3月30日：來回程不經粉錦公路，改經芝麻嶺路。

## 服務時間及班次
常規班次
- 每日橫台山開：06:00-21:15，10-13分鐘一班

錦上路站區間車
| 星期一至五，橫台山開7班      |
| ---------------------------- |
| 07:30、08:00、08:30          |
|                              |
| 17:15、17:45、18:15、18:45   |
| 星期六、日及公眾假期不設服務 |

## 收費
- 全程收費：$7.3
  - 錦田公路（蒙養學校）往來橫台山：$6.1
  - 錦田郵局往元朗市：$5.6
  - 元朗市往錦田郵局：$5.6

（此線所有車輛均接受八達通卡付款；不設找續；若繳付短程分段收費，請通知車長調較八達通機。）

## 行車路線

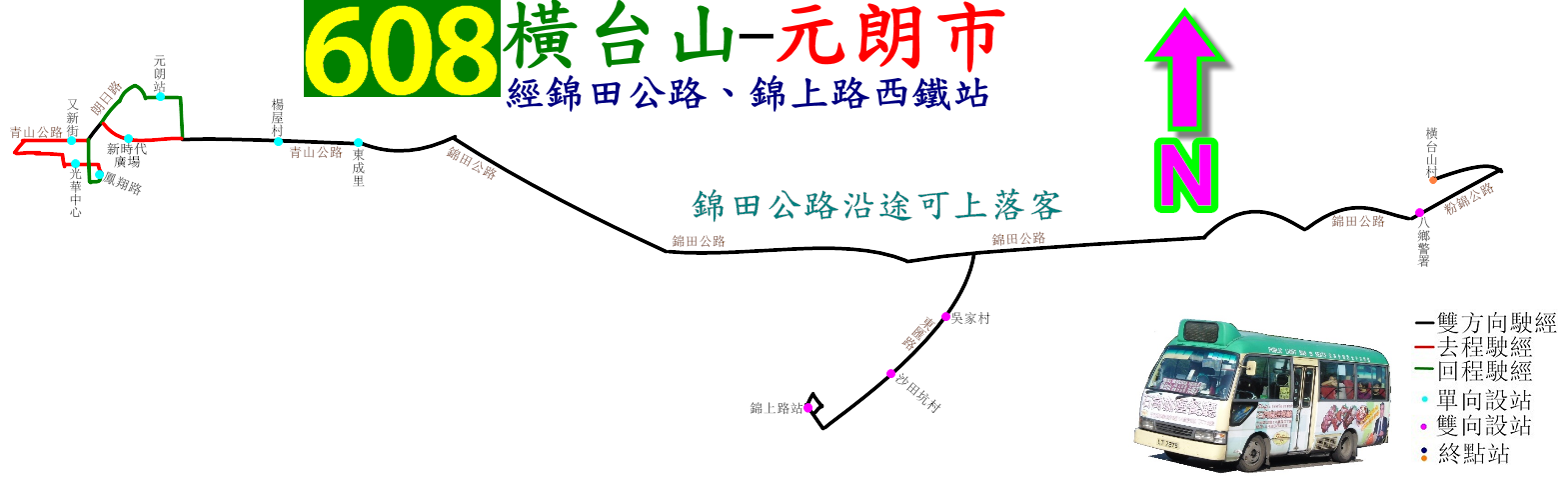
608線的走線圖

- 橫台山開：經橫台山永寧里通道、芝麻嶺路、錦田公路、東匯路、錦上路站、東匯路、錦田公路、青山公路、大棠路、阜財街、建樂街、鳳翔路、青山公路、朗日路、元朗鐵路站、朗日路、青山公路、錦田公路、東匯路、錦上路站、東匯路、錦田公路、芝麻嶺路及橫台山永寧里通道。

綠色字為鄉郊路段，不影響行車安全時沿途皆可上落客。

## 事件

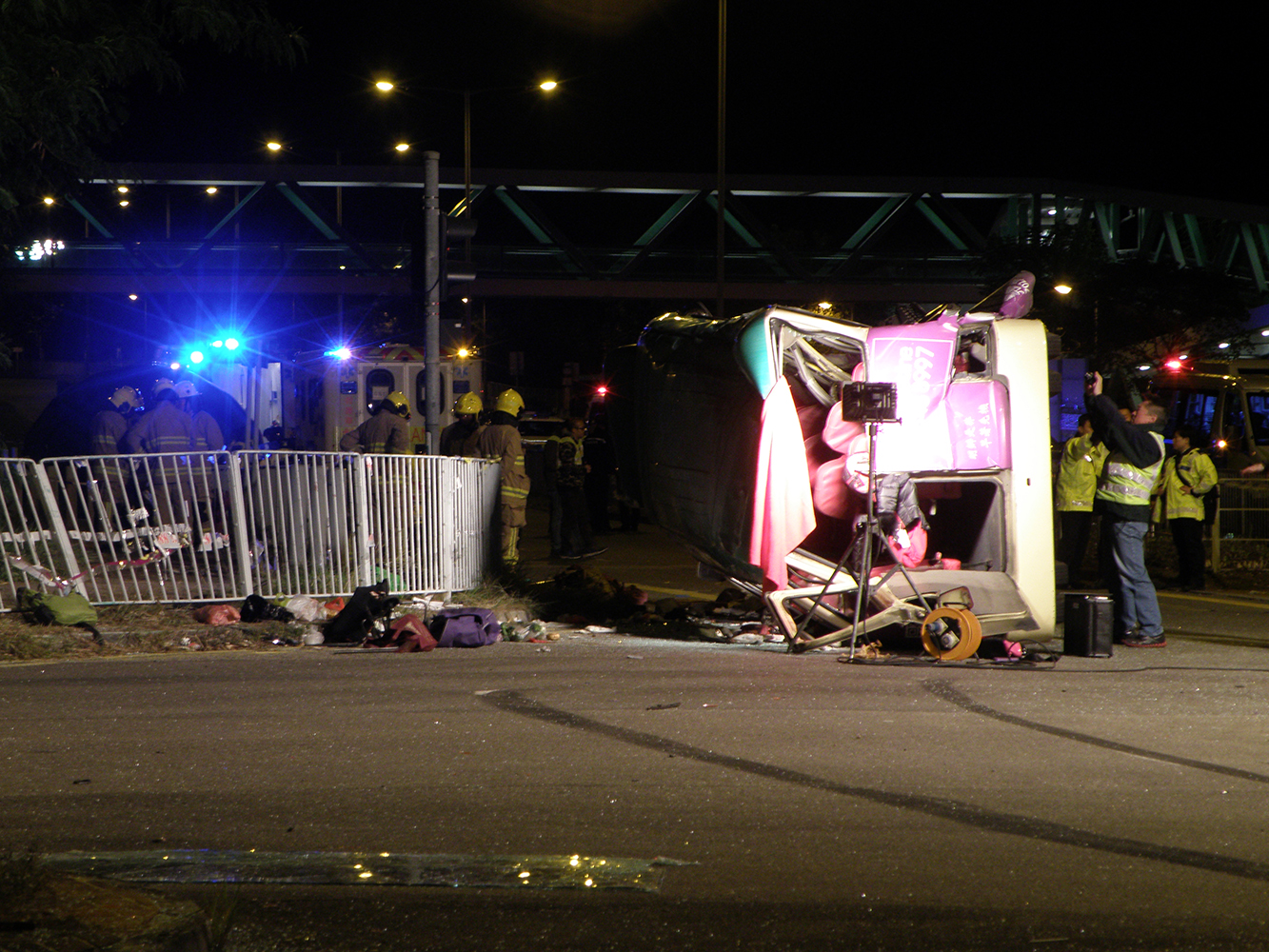
肇事的608號線小巴傷亡枕藉，並成為香港歷來最嚴重的小巴事故

- 2015年12月18日下午4時40分，一輛貨車駛至錦上路西行至東匯路交界處時，疑未有遵守燈號十字路口突然駛出，由東匯路北行駛出的九巴雙層巴士及時剎停。車號為LT3691的小巴因被九巴遮擋視線，繼續以高速駛過路口並被貨車撞及右邊車尾，小巴繼續衝前7米左右，由於右邊車尾被撞導致小巴車尾向左甩45度，然後小巴向左翻側並且餘勢未了，幾乎四輪朝天，最後小巴車頂撞向路邊鐵欄後才告停下，小巴撞欄一刻有乘客被拋出車外。由於撞及右邊車身，雖然小巴向左反轉，卻向右邊塌陷。警方於現場發現4具遺體，連同1名留醫3日後離世的乘客，共奪去五條人命[4]，另有13人受傷。[5]
  - 根據橫台山村民表示，駕駛此線的司機大多都是新聘請的司機，但大多駕駛態度惡劣，不但飛站，甚至對乘客的態度一樣惡劣，故此有村民事發後向相關區議員反映有關問題。[6]